# Sony α58
La Sony α58 è una fotocamera reflex mid-range introdotta nel 2013.

## Caratteristiche
La fotovideocamera dispone di una risoluzione a 20,1 Megapixel, con possibilità di registrazione di fotografie e video (1080/60i e 1080/24p in formati AVCHD e Mpeg4), 15 punti di autofocus, un range ISO da 100 a 16000, uno schermo orientabile da 2.7", un flash e un microfono stereo integrati.
Il sistema di autofocus dispone di otto modalità: Phase Detect, Multi-area, Selective single-point, Tracking, Single, Continuous, Face Detection, Live View.

## Recensioni
La rivista TechRadar ha dato alla fotocamera quattro stelle su cinque, descrivendola in questo modo: "Sony ha prodotto una camera molto buona con l'Alpha 58, e siamo sicuri che chiunque ne comprerà una sarà molto soddisfatto dalle prestazioni, [...] offre inoltre un eccellente rapporto qualità-prezzo, specie se comparata con le rivali più prossime". La rivista Imagine Resource si è soffermata in particolare sulla qualità delle immagini ("le immagini dell'A58 spiccano bene anche fra quelle di fotocamere reflex molto più costose"), definizione e interfaccia grafica.